# 1986-os női vízilabda-világbajnokság
Az 1986-os női vízilabda-világbajnokság volt az első női vízilabda-világbajnokság. Az úszó-világbajnokság keretében rendezték meg Madridban.
A vízilabdatorna mérkőzéseit augusztus 14. és augusztus 22. között játszották. A világbajnokságon 9 nemzet csapata vett részt.

## Lebonyolítás
A 9 csapatot 2 csoportba osztották. Az egyikben 4, a másikban 5 csapat szerepelt. A csoportokban körmérkőzések után alakult ki a végeredmény. Az első három helyezett jutott a hatos döntőbe, ahol egy a résztvevők újabb csoportot alkottak. A csapatok az egymás elleni eredményeket a csoportkörből magukkal vitték. A csoportkör negyedik és ötödik helyezettjei is egy újabb csoportba kerültek, a csapatok az egymás elleni eredményeket a csoportkörből magukkal vitték. A hatos döntő és a helyosztó csoport végeredménye alakította ki a torna végső végeredményét.

## Eredmények

### Csoportkör
| Színmagyarázat                                                           |
| ------------------------------------------------------------------------ |
| A csoportok első három helyezettje bejutott a Hatos döntőbe.             |
| A csoportok negyedik és ötödik helyezettjei a 7–9. helyért mérkőzhettek. |

#### A csoport
| Csapat           | M | Gy | D | V | G+ | G– | Gk  | P |
| ---------------- | - | -- | - | - | -- | -- | --- | - |
| Egyesült Államok | 3 | 2  | 1 | 0 | 32 | 18 | +14 | 5 |
| Kanada           | 3 | 2  | 1 | 0 | 27 | 17 | +10 | 5 |
| Magyarország     | 3 | 1  | 0 | 2 | 24 | 30 | –6  | 2 |
| Norvégia         | 3 | 0  | 0 | 3 | 19 | 37 | –18 | 0 |

| 1986. augusztus 14. 13:30 | Egyesült Államok | 7–7 | Kanada |  |
| 1986. augusztus 14. 13:30 |                  |     |        |  |
| 1986. augusztus 14. 13:30 |                  |     |        |  |

| 1986. augusztus 15. 11:00 | Egyesült Államok | 14–3 | Norvégia |  |
| 1986. augusztus 15. 11:00 |                  |      |          |  |
| 1986. augusztus 15. 11:00 |                  |      |          |  |

| 1986. augusztus 15. 13:30 | Kanada | 9–4 | Magyarország |  |
| 1986. augusztus 15. 13:30 |        |     |              |  |
| 1986. augusztus 15. 13:30 |        |     |              |  |

| 1986. augusztus 16. 11:00 | Magyarország | 12–10 | Norvégia |  |
| 1986. augusztus 16. 11:00 |              |       |          |  |
| 1986. augusztus 16. 11:00 |              |       |          |  |

| 1986. augusztus 17. 12:15 | Kanada | 11–6 | Norvégia |  |
| 1986. augusztus 17. 12:15 |        |      |          |  |
| 1986. augusztus 17. 12:15 |        |      |          |  |

| 1986. augusztus 18. 13:30 | Egyesült Államok | 11–8 | Magyarország |  |
| 1986. augusztus 18. 13:30 |                  |      |              |  |
| 1986. augusztus 18. 13:30 |                  |      |              |  |

#### B csoport
| Csapat         | M | Gy | D | V | G+ | G– | Gk  | P |
| -------------- | - | -- | - | - | -- | -- | --- | - |
| Ausztrália     | 4 | 4  | 0 | 0 | 53 | 19 | +34 | 8 |
| Hollandia      | 4 | 3  | 0 | 1 | 56 | 19 | +37 | 6 |
| NSZK           | 4 | 2  | 0 | 2 | 30 | 47 | –17 | 4 |
| Belgium        | 4 | 1  | 0 | 3 | 25 | 54 | –29 | 2 |
| Nagy-Britannia | 4 | 0  | 0 | 4 | 23 | 48 | –25 | 0 |

| 1986. augusztus 14. 11:00 | Ausztrália | 12–4 | Nagy-Britannia |  |
| 1986. augusztus 14. 11:00 |            |      |                |  |
| 1986. augusztus 14. 11:00 |            |      |                |  |

| 1986. augusztus 14. 12:15 | NSZK | 11–8 | Belgium |  |
| 1986. augusztus 14. 12:15 |      |      |         |  |
| 1986. augusztus 14. 12:15 |      |      |         |  |

| 1986. augusztus 15. 12:15 | Ausztrália | 17–2 | Belgium |  |
| 1986. augusztus 15. 12:15 |            |      |         |  |
| 1986. augusztus 15. 12:15 |            |      |         |  |

| 1986. augusztus 15. 14:45 | Hollandia | 17–3 | NSZK |  |
| 1986. augusztus 15. 14:45 |           |      |      |  |
| 1986. augusztus 15. 14:45 |           |      |      |  |

| 1986. augusztus 16. 12:15 | Belgium | 11–9 | Nagy-Britannia |  |
| 1986. augusztus 16. 12:15 |         |      |                |  |
| 1986. augusztus 16. 12:15 |         |      |                |  |

| 1986. augusztus 16. 13:30 | Ausztrália | 8–7 | Hollandia |  |
| 1986. augusztus 16. 13:30 |            |     |           |  |
| 1986. augusztus 16. 13:30 |            |     |           |  |

| 1986. augusztus 17. 11:00 | Hollandia | 15–4 | Nagy-Britannia |  |
| 1986. augusztus 17. 11:00 |           |      |                |  |
| 1986. augusztus 17. 11:00 |           |      |                |  |

| 1986. augusztus 17. 13:30 | Ausztrália | 16–6 | NSZK |  |
| 1986. augusztus 17. 13:30 |            |      |      |  |
| 1986. augusztus 17. 13:30 |            |      |      |  |

| 1986. augusztus 18. 11:00 | NSZK | 10–6 | Nagy-Britannia |  |
| 1986. augusztus 18. 11:00 |      |      |                |  |
| 1986. augusztus 18. 11:00 |      |      |                |  |

| 1986. augusztus 18. 12:15 | Hollandia | 17–4 | Belgium |  |
| 1986. augusztus 18. 12:15 |           |      |         |  |
| 1986. augusztus 18. 12:15 |           |      |         |  |

### Helyosztók

#### A 7–9. helyért
| 1986. augusztus 20. 11:00 | Norvégia | 10–9 | Belgium |  |
| 1986. augusztus 20. 11:00 |          |      |         |  |
| 1986. augusztus 20. 11:00 |          |      |         |  |

| 1986. augusztus 21. 11:00 | Norvégia | 11–8 | Nagy-Britannia |  |
| 1986. augusztus 21. 11:00 |          |      |                |  |
| 1986. augusztus 21. 11:00 |          |      |                |  |

Végeredmény
A táblázat tartalmazza a B csoportban lejátszott Belgium – Nagy-Britannia 11–9-es eredményét is.
| Csapat         | M | Gy | D | V | G+ | G– | Gk | P |
| -------------- | - | -- | - | - | -- | -- | -- | - |
| Norvégia       | 2 | 2  | 0 | 0 | 21 | 17 | +4 | 4 |
| Belgium        | 2 | 1  | 0 | 1 | 20 | 19 | +1 | 2 |
| Nagy-Britannia | 2 | 0  | 0 | 2 | 17 | 22 | –5 | 0 |

#### Hatos döntő
| 1986. augusztus 20. 12:15 | Hollandia | 11–6 | Magyarország |  |
| 1986. augusztus 20. 12:15 |           |      |              |  |
| 1986. augusztus 20. 12:15 |           |      |              |  |

| 1986. augusztus 20. 13:30 | Ausztrália | 9–6 | Kanada |  |
| 1986. augusztus 20. 13:30 |            |     |        |  |
| 1986. augusztus 20. 13:30 |            |     |        |  |

| 1986. augusztus 20. 14:45 | Egyesült Államok | 13–3 | NSZK |  |
| 1986. augusztus 20. 14:45 |                  |      |      |  |
| 1986. augusztus 20. 14:45 |                  |      |      |  |

| 1986. augusztus 21. 12:15 | Ausztrália | 13–4 | Magyarország |  |
| 1986. augusztus 21. 12:15 |            |      |              |  |
| 1986. augusztus 21. 12:15 |            |      |              |  |

| 1986. augusztus 21. 13:30 | Kanada | 10–3 | NSZK |  |
| 1986. augusztus 21. 13:30 |        |      |      |  |
| 1986. augusztus 21. 13:30 |        |      |      |  |

| 1986. augusztus 21. 14:45 | Hollandia | 8–7 | Egyesült Államok |  |
| 1986. augusztus 21. 14:45 |           |     |                  |  |
| 1986. augusztus 21. 14:45 |           |     |                  |  |

| 1986. augusztus 22. 11:00 | Magyarország | 15–8 | NSZK |  |
| 1986. augusztus 22. 11:00 |              |      |      |  |
| 1986. augusztus 22. 11:00 |              |      |      |  |

| 1986. augusztus 22. 12:15 | Hollandia | 12–6 | Kanada |  |
| 1986. augusztus 22. 12:15 |           |      |        |  |
| 1986. augusztus 22. 12:15 |           |      |        |  |

| 1986. augusztus 22. 13:30 | Ausztrália | 8–7 | Egyesült Államok |  |
| 1986. augusztus 22. 13:30 |            |     |                  |  |
| 1986. augusztus 22. 13:30 |            |     |                  |  |

Végeredmény
A táblázat tartalmazza
- az A csoportban lejátszott

Egyesült Államok – Kanada 7–7-es,
Egyesült Államok – Magyarország 11–8-as,
Kanada – Magyarország 9–4-es és
- a B csoportban lejátszott

Ausztrália – Hollandia 8–7-es,
Ausztrália – NSZK 16–6-os,
Hollandia – NSZK 17–3-as eredményét is.
| Csapat           | M | Gy | D | V | G+ | G– | Gk  | P  |
| ---------------- | - | -- | - | - | -- | -- | --- | -- |
| Ausztrália       | 5 | 5  | 0 | 0 | 54 | 30 | +24 | 10 |
| Hollandia        | 5 | 4  | 0 | 1 | 55 | 30 | +25 | 8  |
| Egyesült Államok | 5 | 2  | 1 | 2 | 45 | 34 | +11 | 5  |
| Kanada           | 5 | 2  | 1 | 2 | 38 | 35 | +3  | 5  |
| Magyarország     | 5 | 1  | 0 | 4 | 37 | 52 | –15 | 2  |
| NSZK             | 5 | 0  | 0 | 5 | 23 | 71 | –48 | 0  |

| Az 1986-os női vízilabda-világbajnokság győztese |
| ------------------------------------------------ |
| · Ausztrália · 1. cím                            |

### Végeredmény
| Helyezés  | Csapat           | M | Gy | D | V | G+ | G– | Gk  | P  |
| --------- | ---------------- | - | -- | - | - | -- | -- | --- | -- |
| Aranyérem | Ausztrália       | 7 | 7  | 0 | 0 | 83 | 36 | +47 | 14 |
| Ezüstérem | Hollandia        | 7 | 6  | 0 | 1 | 87 | 38 | +49 | 12 |
| Bronzérem | Egyesült Államok | 6 | 3  | 1 | 2 | 59 | 37 | +22 | 7  |
| 4.        | Kanada           | 6 | 3  | 1 | 2 | 49 | 41 | +8  | 7  |
| 5.        | Magyarország     | 6 | 2  | 0 | 4 | 49 | 62 | –13 | 4  |
| 6.        | NSZK             | 7 | 2  | 0 | 5 | 44 | 85 | –41 | 4  |
|           |                  |   |    |   |   |    |    |     |    |
| 7.        | Norvégia         | 5 | 2  | 0 | 3 | 40 | 54 | –14 | 4  |
| 8.        | Belgium          | 5 | 1  | 0 | 4 | 34 | 64 | –30 | 2  |
| 9.        | Nagy-Britannia   | 5 | 0  | 0 | 5 | 31 | 59 | –28 | 0  |

### Érmesek
| Az 1986-os női vízilabda-világbajnokság érmesei | Az 1986-os női vízilabda-világbajnokság érmesei | Az 1986-os női vízilabda-világbajnokság érmesei | Az 1986-os női vízilabda-világbajnokság érmesei |
| --- | ----------------------------------------------- | ----------------------------------------------- | ----------------------------------------------- |
| Arany | Ezüst                                           | Bronz                                           |                                                 |
| Ausztrália | Hollandia                                       | Egyesült Államok                                |                                                 |
| Judy Gair Cummins Handley Amanda Leeson Katie McAdams Megan Meloncelli Lynne Morrison Sandy Mills-O'Mellia Jackie Northam Cathy Parkers Janet Rayner Julie Sheperd Debbie Watson |                                                 |                                                 |                                                 |

## Magyar keret
| Magyarország |
| --- |
| Dancsa Katalin, Dénes Andrea, Eke Andrea, Ernst Ágnes, Gallov Gabriella, Huff Zsuzsanna, Kertész Zsuzsa, Kókai Ildikó, Rafael Irén, Schaffer Zsuzsa, Szalkay Orsolya, Szedlmayer Ildikó, Várkonyi Gabriella, Szövetségi kapitány: Konrád János |